# Olmstedville
Olmstedville es un área no incorporada (o conocidas como aldea) ubicada en el condado de Essex en el estado estadounidense de Nueva York. Olmstedville se encuentra ubicada dentro del pueblo de Minerva.

## Geografía
Olmstedville se encuentra ubicada en las coordenadas 43°46′17″N 73°55′52″O / 43.77139, -73.93111.